# La Chouette de classe

La Chouette de classe est une série de bande dessinée créée en 1971 pour le magazine de jeunesse Okapi, et dessinée par Marie Marthe Collin, dans lequel elle est sera publiée pendant dix ans par Bayard Presse.

## Historique
En 1971, le magazine pour la jeunesse Okapi souhaite fonder le succès de ses pages par une nouvelle série de bande dessinée destinée aux jeunes de 8 à 12 ans, qui fonctionne comme un socle fédératif et rassurant. Avec 3 à 4 planches par numéro, en début de journal, soit un total de 190 épisodes et 709 pages, c'est la deuxième plus importante série de l'histoire d'Okapi. Seul Tito avec sa série « Tendre Banlieue » (qui prendra dignement la succession de Chouette de classe au numéro 262 d’Okapi en 1982) atteindra et dépassera ce volume de publication, mais en 30 ans. 
Rencontrant rapidement le succès, la série a été publiée pendant presque dix ans, du premier numéro, datant d’octobre 1971, jusqu'au numéro 230 de juin 1981. Elle met en scène l'univers quotidien d'une classe de l'école primaire, et s'arrêtait tous les ans pendant les vacances scolaires (pas toujours cependant: au moins les premières ou certaines années, des épisodes racontant les faits et gestes de certains de ces écoliers pendant les vacances d'été ont été publiés). Aux côtés de l'instituteur, Michel, 2 autres personnages récurrents se distingueront au cours de la série : Muriel, jeune institutrice qui épousera Michel dans l’épisode 39, et Augustin Lavergne, le directeur de l’école.
La rédaction d'Okapi avait trouvé dès 1970 la dessinatrice mais n'avait toujours pas de scénariste définitif au moment de la parution du premier numéro. Le cinéaste Claude Gaignaire vient alors remplacer Jean Victorieux, qui avait élaboré les premières histoires. L'illustratrice Marie Marthe Collin réalise entièrement la partie graphique (dessins, couleurs et lettrage). À partir de l'épisode 71 et jusqu'au 130, c'est Mireille Cambau -Espagne qui prend le relais de Marie Marthe Collin.
C'était la seule série du magazine Okapi à présenter un dessin réaliste – récompensé dès 1974 par le prix des jeunes espoirs de la bande dessinée et remis à la dessinatrice par Albert Uderzo. Les référendums successifs dans le journal attestent qu'elle est restée longtemps la plus populaire auprès des lecteurs.

## Prix
- 1974: Prix Nicolas Goujon des jeunes espoirs de la bande dessinée[3].